# Norddjurs (općina)
Norddjurs je općina u danskoj regiji Središnji Jutland.

## Zemljopis
Općina se nalazi u istočnom dijelu poluotoka Jutlanda, prositire se na 721,18 km2.

## Stanovništvo
Prema podacima o broju stanovnika iz 2010. godine općina je imala 38.148 stanovnika, dok je prosječna gustoća naseljenosti 52,9 stan/km2. 

### Veća naselja
| Veća naselja u općini |                 |                    |
| Br.                   | Naselje         | Stanovnika (2010.) |
| 1.                    | Grenaa          | 14.255             |
| 2.                    | Auning          | 2.714              |
| 3.                    | Allingåbro      | 1.886              |
| 4.                    | Ørsted          | 1.500              |
| 5 .                   | Trustrup        | 867                |
| 6.                    | Bønnerup Strand | 855                |
| 7.                    | Vivild          | 815                |
| 8.                    | Ørum            | 752                |
| 9.                    | Glesborg        | 493                |
| 10.                   | Gjerrild        | 468                |

## Vanjske poveznice
- Službena stranica općine